# The Fable of How Wisenstein Did Not Lose Out to Buttinsky
The Fable of How Wisenstein Did Not Lose Out to Buttinsky è un cortometraggio muto del 1916 diretto da Richard Foster Baker.
Il soggetto è tratto da una storia dello scrittore George Ade.

## Produzione
Il film fu prodotto dalla Essanay Film Manufacturing Company.

## Distribuzione
Distribuito dalla General Film Company, il film -un cortometraggio in una bobina - uscì nelle sale cinematografiche statunitensi il 23 agosto 1916.